# Hans Ibbeken
Hans Ibbeken (ur. 20 września 1899, zm. 1 września 1971) – niemiecki oficer marynarki, dowódca szeregu jednostek lądowych i morskich marynarki, a także niemieckich okrętów nawodnych i podwodnych czasie II wojny światowej i w latach ją poprzedzających. W kwietniu 1945 roku dowódca obrony Szlezwik-Holsztyna.

## Życiorys
Urodzony 20 września 1899 roku w Szlezwiku, w kwietniu 1918 roku wstąpił do Kaiserliche Marine, gdzie służył jako kadet na szeregu okrętów, w tym krążowniku SMS „König Albert”. Za udział w I wojnie światowej został odznaczony Krzyżem Żelaznym II klasy. W latach 1920–1922 przeszedł kilka szkoleń w akademii marynarki Flensburg-Mürwick. W latach 1923–1926 służył jako 2. oficer wachtowy, a następnie oficer torpedowy na torpedowcu SMS G8. W kwietniu 1925 roku awansowany do stopnia porucznika marynarki (niem. Oberleutnant zur See). Przeszedł następnie szkolenie w morskiej szkole artylerii. W latach 1926–1926 zajmował kilka stanowisk dowódczych w mniejszych jednostkach lądowych marynarki oraz w szkole morskiej we Friedrichsort. Po przejściu w maju 1929 roku szkolenia w zakresie obrony przeciwlotniczej, we wrześniu tego roku objął dowództwo okrętu szkolnego Hay. Od września 1930 do września 1933 roku sprawował dowództwo V Dywizjonu Artylerii Morskiej, po czym w latach 1934–1935 był doradcą w dowództwie floty na Bałtyku. Od maja do sierpnia 1936 roku przechodził szkolenie podwodne, wtedy też przeszedł przeszkolenie techniczne w zakresie okrętów podwodnych „Baubelehrung” w stoczni Deschimag AG Weser w Bremie.
12 sierpnia 1936 roku objął dowództwo swojego pierwszego U-Boota – U-27 typu VIIA. W październiku 1937 roku, w stopniu korvettenkapitäna, objął dowództwo 2. Flotylli U-Bootów „Saltzwedel”, które zdał we wrześniu 1939 roku obejmując dowództwo szkoły U-Bootów. W czerwcu 1940 roku objął dówdztwo jednostki szkolnej okrętów podwodnych 1. ULD. Na przełomie 1941 i 1942 roku ponownie przeszedł szkolenie „Baubelehrung”, przed objęciem w lutym tego roku dowództwa okrętu podwodnego U-178 typu IXD-2. Na tej jednostce odbył jeden, trwający 125 dni patrol bojowy, zakończony zatopieniem sześciu jednostek o łącznym tonażu 47 097 BRT i uszkodzeniem jednej o tonażu 6,348 BRT.
21 lutego 1943 roku zdał dowództwo okrętu podwodnego, aby objąć dowództwo w szkole torpedowej w Mürwik, aby po roku objąć dowództwo wyższego rzędu w tej placówce, które sprawował do marca 1945 roku. Od marca do kwietnia dowodził jednostką Wehrmachtu w Kilonii, wtedy też do kapitulacji Niemiec, sprawował w Kappeln dowództwo morskiej obrony Szlezwik-Holsztyna.